# Freás de Eiras
Freás de Eiras (llamada oficialmente Santa María de Freás de Eiras) es una parroquia y un lugar del municipio español de Ramiranes, en la provincia de Orense, Galicia.

## Historia
Hasta la década de 1920, la parroquia perteneció al municipio de Freás de Eiras, que luego se fusionó con el de Villameá de Ramiranes para formar el de Ramiranes.

## Geografía humana

### Organización territorial
La parroquia está formada por cinco entidades de población, constando cuatro de ellas en el nomenclátor del Instituto Nacional de Estadística español:
- Freás de Eiras
- Picouto (O Picouto)
- Puente Maderos (Ponte dos Madeiros)
- Ramirás
- Santomé (San Tomé)

### Demografía
| Gráfica de evolución demográfica de Freas de Eiras entre 1842 y 1920 |
| |
| Población de derecho según los censos de población del INE Población de hecho según los censos de población del INEEntre el censo de 1930 y el anterior, este municipio desaparece porque se agrupa en el municipio 32068 (Ramirames) |

### Parroquia
| Gráfica de evolución demográfica de Freás de Eiras (parroquia) entre 2000 y 2023 |
|                                                                                  |
| Datos según el nomenclátor publicado por el INE.                                 |

### Lugar
| Gráfica de evolución demográfica de Freás de Eiras (lugar) entre 2000 y 2023 |
|                                                                              |
| Datos según el nomenclátor publicado por el INE.                             |